# Giantco Limited
Giantco Limited bedre kendt som Giantco  er en produktionsvirksomhed som fremstiller scootere og motorcykler. Den startede med være en motorcykelfabrikkat med produktion i Taiwan. I 1996 blev de introduceret i Kina ved at åben produktion i Jiangxi, i 2002 blev fabrikken flytte til provinsen Guangdong, hvor de har investeret kraftigt i CNC maskiner, produktforbedring og testudstyr som udstødnings måler fra Pierburg. 

## Eksport og salg
Deres hovedeksport markedet er Europa og Afrika, men også USA som de startede med eksportere til i 2010. I Danmark er Giantco mest kendt gennem Thansen.

## Modeller
- Giantco E-buddy
- Giantco G-buddy
- Giantco G-10
- Giantco Lambros
- Giantco Spartan
- Giantco Sprint
- Giantco Stealth
- Giantco Venus 1
- Giantco Venus 2